# 헤테로원자
헤테로원자는 유기 화학에서 탄소나 수소가 아닌 원자를 말한다. 헤테로고리 화합물이 대표적인 사례이다.

## 유기화학
실제로 이 용어는 일반적으로 비탄소 원자가 분자 구조의 백본에서 탄소를 대체했음을 나타내기 위해 더 흔히 사용된다. 전형적인 헤테로원자는 질소(N), 산소(O), 황(S), 인(P), 염소(Cl), 브롬(Br), 요오드(I), 금속 리튬(Li) 및 마그네슘이다.